# Komanice
Komanice (en serbe cyrillique : Команице) est un village de Serbie situé dans la municipalité de Mionica, district de Kolubara. Au recensement de 2011, il comptait 361 habitants.

## Démographie
| 1948 | 1953 | 1961 | 1971 | 1981 | 1991 | 2002 | 2011 |
| ---- | ---- | ---- | ---- | ---- | ---- | ---- | ---- |
| 700  | 728  | 624  | 541  | 528  | 455  | 436  | 361  |

|  |